# (6389) Ogawa
(6389) Ogawa est un astéroïde de la ceinture principale.

## Description
(6389) Ogawa est un astéroïde de la ceinture principale. Il fut découvert le 21 janvier 1990 à Kitami par Kin Endate et Kazuro Watanabe. Il présente une orbite caractérisée par un demi-grand axe de 2,75 UA, une excentricité de 0,06 et une inclinaison de 6,5° par rapport à l'écliptique.

## Compléments